# 任景信
任景信，JP（1961年—），香港信息技术業商人，現任香港政府引進重點企業辦公室主任，曾擔任數碼港、科聯系統及新意網的行政總裁。任在1985年於香港中文大學取得工商管理學學士，隨即加入埃森哲投身信息技术工作，至1992年轉投貿易通出任營運總監。及後，他在科聯系統及新意網均先後任職執行董事及行政總裁。在業界備受肯定的他在2011年獲港府委任為數碼港非執行董事，並於2017年6月30日奉為太平紳士，再在2018年4月3日進一步接替林向陽轉任行政總裁。然而，數碼港在2021年的系統遭黑客入侵，任因拒絕繳付勒索金而導致數以萬計的應徵者隐私及內部機密文件於2023年9月遭公開，受公眾及港府嚴厲抨擊。事故約一個月後，他宣佈不再續約數碼港行政總裁一職，並於2024年4月3日卸任，由鄭松岩接替。賦閒逾半年後，他獲港府委任為引進重點企業辦公室主任，於2024年10月29日履新。

## 外部連結
- 任景信的個人官方領英頁面

| 民事職務      | 民事職務                                  | 民事職務      |
| ------------- | ----------------------------------------- | ------------- |
| 前任： 林向陽 | 數碼港行政總裁 2018年4月3日－2024年4月2日 | 繼任： 鄭松岩 |
| 政府职务      |                                           |               |
| 前任： 容偉雄 | 引進重點企業辦公室主任 2024年10月29日至今 | 現任          |